# شهرستان انار
شهرستان انار یکی از شهرستان‌های شمال غرب استان کرمان در ایران است. مرکز این شهرستان، شهر انار است.
شهرستان انار در خرداد ۸۸ از شهرستان رفسنجان جدا شد و مستقل گردید.
قدمت شهرستان انار بر اساس آثار باستانی کشف شده موجود به قبل از دوره اسلام باز میگردد.
این شهر به دلیل قرار گیری در مسیر جاده تهران_بندرعباس و یزد_کرمان از موقعیت ویژه ای برخوردار است.

## موقعیت جغرافیایی
شهرستان انار از شمال تا شمال غربی با شهرستان مهریز، از شرق تا جنوب شرقی با شهرستان رفسنجان و از غرب تا جنوب غربی با شهرستان شهربابک در استان کرمان همسایه است.

## تقسیمات کشوری
شهرستان انار شامل ۱ بخش، ۲ دهستان و ۲ شهر به شرح زیر است:

### شهرستان انار
| بخش   | مرکز بخش | جمعیت بخش ۱۳۹۵ | نام دهستان | مرکز دهستان | جمعیت دهستان ۱۳۹۵ | شهر          | جمعیت شهر ۱۳۹۵       |
| ----- | -------- | -------------- | ---------- | ----------- | ----------------- | ------------ | -------------------- |
| مرکزی | انار     | ۳۶،۸۹۷ نفر     | بیاض       | بیاض        | ۱۰،۴۱۵ نفر        | انار امین‌شهر | ۱۵،۲۳۲ نفر ۴،۴۱۳ نفر |
| مرکزی | انار     | ۳۶،۸۹۷ نفر     | حسین‌آباد   | امین‌شهر     | ۶،۵۳۷ نفر         | انار امین‌شهر | ۱۵،۲۳۲ نفر ۴،۴۱۳ نفر |

## جمعیت
جمعیت شهرستان انار براساس سرشماری عمومی نفوس و مسکن در سال ۱۳۹۵ برابر با ۳۶٬۸۹۷ نفر بوده‌است.

## آثار تاریخی و جاذبه‌های طبیعی

امامزاده محمد صالح

از اماکن تاریخی شهرستان انار می‌توان به ارگ انار (در گویش محلی: قلعه)، بقعه بشر حافی، قلعه سنگی ده حیدر، قلعه داوودآباد، ساختمان اداره طرق، خانه خادم آستانه، مزار شاه، پیر مراد، قلعه دختر بیاض، برج کلیاس بشرآباد، یخدان، بقعه امامزاده محمد صالح، خانه ابوالحسن‌خانی، کاروانسرای شاه عباسی و عمارت شاهم آباد اشاره کرد.
تالاب فرهنگ آباد (در گویش محلی: خیس کش) یکی از جاذبه‌های طبیعی شهرستان انار است که متشکل از چند حوضچه می‌باشد. کلوت‌ها نیز از جاذبه‌های طبیعی این شهرستان هستند.

## وضعیت اجتماعی

غروب در انار

شغل اکثریت مردم شهرستان انار، کشاورزی است و به علت کم‌آبی و کیفیت نامناسب آب، تنها محصولی که هنوز مقاومت کرده و کشت می‌شود پسته می‌باشد.

## امکانات دانشگاهی
وجود دانشگاه آزاد اسلامی واحد انار، دانشگاه پیام نور انار و دانشگاه علمی کاربردی امینشهر در این شهرستان باعث جذب بیش از سه‌هزار دانشجو بصورتهای مختلف در رشته‌های متفاوت شده‌است. امروزه دانشگاه آزاد دارای رشته‌های کارشناسی ارشد نیز است. آموزش و پرورش انار از سال ۷۲ به صورت مستقل آغاز بکار نموده‌است. امروزه بعلت کنترل جمعت، تعداد دانش آموزان به نزدیک ۸۰۰۰ نفر رسیده که در ۷۰ مدرسه مشغول به تحصیل می‌باشند.